# Активирање јединица
Активирање јединица у војсци означава повећање борбене готовости јединица ради убрзања мобилизације, учешћа на вјежбама или маневрима или ради прегледа или смотре. Активирање ратних јединица означава прелазак из мирнодопске у ратну формацију или њихово привремено формирање ако у мирнодопско вријеме постоје само по ратном плану.
У периоду непосредне ратне опасности а. је исто што и мобилизација с том разликом што се војнички и командни кадар позива раније, јединице се формирају у касарнама и логорима, користе се мирнодопске ознаке и слично.